# 戈捷·翁克兰
戈捷·翁克兰（Gauthier Onclin，2001年2月26日—），比利时男子网球运动员。
2023年，翁克兰在祖国安特卫普举行的欧洲网球公开赛上和同胞迈克尔·吉尔茨搭档获得一张双打外卡，这是他首次在ATP巡回赛上亮相。
2024年5月，他在布拉格举办的2024年布拉格网球挑战赛上首次进入ATP挑战赛决赛，但负于吉力·維斯利。在年底他收获了10连胜，在ITF男子世界网球巡回赛上连夺葡萄牙Vale do Lobo和突尼斯莫纳斯蒂尔两站ITFM25级别赛事单打冠军。
进入2025年他继续自己的连胜纪录，他在连续击败了两位美国选手亚历山大·科瓦切维奇和麥肯齊·麥克唐納后获得了2025年澳大利亚网球公开赛正赛资格，这是他首次进入大满贯正赛。